# حارة شعب الحافة (صنعاء)
حارة شعب الحافة هي إحدى حارات حي شعوب بمديرية شعوب إحد مديريات العاصمة اليمنية صنعاء، بلغ تعداد سكانها 811 نسمة حسب تعداد اليمن لعام 2004.